# Cabiria
Cabiria är en italiensk äventyrsfilm från 1914 i regi av Giovanni Pastrone.
Filmen utspelar sig under andra puniska kriget mellan Romerska republiken och Karthago, och handlar om en romersk prinsessa som blir bortrövad av pirater och hamnar i Karthago. Filmen innehåller masscener med hundratals statister, ett filmat utbrott av vulkanen Etna och iscensättningar av historiska händelser, som Hannibals tåg över alperna och Arkimedes' död under belägringen av Syrakusa. Filmen var kulmen på den rörelse av episka monumentalfilmer som präglade den tidiga italienska filmen.

## Rollista
- Carolina Catena – Cabiria som barn
- Letizia Quaranta – Cabiria
- Gina Marangoni – Croessa
- Dante Testa – Karthalo
- Umberto Mozzato – Fulvio Axilla
- Bartolomeo Pagano – Maciste
- Raffaele di Napoli – Bodastoret
- Émile Vardannes – Hannibal
- Edoardo Davesnes – Hasdrubal
- Italia Almirante Manzini – Sofonisba

## Tillkomst
Regissören Giovanni Pastrone, som år 1910 hade gjort avtryck med sin film La caduta di Troya ("Trojas fall"), hade målsättningen att göra världens mest spektakulära mastodontfilm. Manuset bygger löst på Kartago i flammor av Emilio Salgari, en lättsmält äventyrsroman, men Pastrone gjorde noggranna historiska efterforskningar för att ge berättelsen en högre ambitionsnivå. Han anlitade trickfilmsspecialisten Segundo de Chomón som fotograf och poeten Gabriele D’Annunzio till att skriva mellantexterna. D’Annunzio gav också filmen dess slutgiltiga titel. Ildebrando Pizzetti skrev originalmusiken.

## Utgivning
Vid urpremiären i Turin 18 april 1914 fanns en 80-mannaorkester och en 70-mannakör. Inför den lika storslagna premiären i Rom fyra dagar senare släppte ett inhyrt flygplan ut reklamblad som fick regna över staden. Filmen blev en stor framgång både i Italien och andra länder, såväl kommersiellt som hos kritiker.

## Eftermäle
Cabiria blev enormt inflytelserik och populariserade flera nya filmtekniker. Dess mest betydande nyskapelse var det som senare kom att kallas dollytagning, en tagning där kameran är placerad på en rullande vagn, och som länge kallades för cabiriatagning efter filmen. Den ambitiösa lanseringen blev också stilbildande för marknadsföringen av film. Filmen introducerade den atletiske figuren Maciste, som därefter var huvudperson i en rad mycket populära stumfilmer.
Under senare år blev Cabiria kontroversiell på grund av sina nationella teman, som tillkommit i efterdyningen av italiensk-turkiska kriget 1911–1912, då Italien hade erövrat nordafrikanska områden. Filmen ställer en romersk förfining i kontrast till karthagiskt barbari och innehåller den romerska hälsningen.